# Zorko
Zorko je priimek v Sloveniji in tujini. V Sloveniji je Zorko 41. najbolj pogost priimek, ki ga je po podatkih Statističnega urada Republike Slovenije na dan 31. decembra 2007 uporabljalo 1.860 oseb, na dan 1. januarja 2011 pa 1.846 oseb ter je med vsemi priimki po pogostosti uporabe zavzel 42. mesto.

## Znani slovenski nosilci priimka
- Aleksandra Zorko, novinarka (Delo)
- Andraž Zorko, javnomnenjski analitik (direktor Valicon)
- Andrej Zorko (*1972), sindikalist, predsednik ZSSS
- Andrej Zorko (*1977), fizik
- Anja Zorko, muzealka (MAO)
- Anton Zorko (1884—1955), ribič, ihtilolog
- Benjamin Zorko, fizik, strok. za ionizirajoče sevanje
- Blaž Zorko, fotograf
- Bojan Zorko (*1955), veterinar, univ. prof.
- Benjamin Zorko, fizik
- Božidar Zorko (*1952), kulturni politik /drug: ekološki vinogradnik/
- Dušan Zorko (*1966), šahist
- Franc Jožef Zorko (1850—1914), slovensko-hrvaški šolnik, astronom
- Franc Ksaver Zorko župnik, šaljivi pesnik
- Franc Saleški Zorko (1873—1941), mladinski pesnik
- Franc Zorko, veteran vojne za Slovenijo
- Franjo Zorko (1922—?), gospodarstvenik, ekonomist
- Helena Zorko (1921—1976), TV režiserka
- Janez Zorko (*1937), kipar, alpinist
- Ira Zorko (*1962), arhitekt, publicist
- Irena Zorko (-Novak) (*1954), pesnica in prevajalka
- Jože Zorko (*1957), šahist
- Jure Zorko (*1988), šahist, medn. mojster
- Luka Zorko (*1997), hokejist
- Marko Zorko (1944—2008), novinar in publicist
- Matej Zorko (*1989), motokrosist
- Mateja Zorko Pavšar, scenaristka
- Mateja Starbek Zorko, zdracvnica dermatologinja
- Matjaž Zorko (*1947), biokemik, univ. profesor
- Nada Zorko-Braun (*1932), agronomka
- Peter Zorko - Urh (1913—1985), politični delavec
- Primož Zorko, grafični oblikovalec (plakatov), fotograf, umetnik
- Rok Zorko (*1993), nogometaš
- Slavko Zorko, atlet (po njem imenovan memorial)
- Srečko Zorko, mariborski šolnik in politik
- Stanko Zorko (1919—2003), zamejski duhovnik in kulturnik, monsinjor
- Teja Zorko, bibliotekarka (direktorica MKL)
- Tomaž Zorko - Zóre (*1961), glasbenik (D´Kovači...)
- Tone Zorko (1911—?), celjski gledališčnik in slikar
- Urban Zorko (*1983), filmski režiser, scenarist, dramaturg, producent ...
- Valerija Zorko, sociologinja
- Vlasta Zorko (*1934), kiparka
- Zinka Zorko (1936—2019), jezikoslovka dialektologinja, univ. profesorica, akademičarka
- Zvone (Anton) Zorko (1920—2007), novinar, komentator, urednik, dopisnik

## Znani tuji nosilci priimka
- Branko Zorko (*1967), hrvaški atlet, tekač na srednje proge
- Jovan Zorko (1881—1942), srbski violinist in glasbeni pedagog